# Daniel Finestres i de Monsalvo
Daniel Finestres i de Monsalvo (Barcelona, 6 de desembre de 1702 - Cervera, Segarra, 6 de gener de 1744) fou un religiós premonstratenc, arxiver, paleògraf i historiador català.
Amb nom de naixement Antoni, tenia sis germans, tots eclesiàstics: Josep, jurista i catedràtic a la Universitat de Cervera i historiador; Mariano i Jaume, historiador, i els dos monjos cistercencs a Poblet; Francesc i Pere, canonges a Girona i Lleida, respectivament, i el segon jurista i historiador notable; i Ignacio, jerònim, arxiver i bibliotecari del Monestir de Sant Jeroni de la Vall d'Hebron, a Barcelona.
Havia estudiat humanitats al Col·legi de Cordelles dels jesuïtes de Barcelona, i al Monestir de Santa Maria de Bellpuig de les Avellanes, on ingressà el 1717. Cursà teologia a la Universitat de Cervera, i fou abat de Bellpuig entre 1728 i 1733. Sota el seu abadiat fou restaurat el temple del cenobi. Va viatjar a Madrid per assumptes de la seva Ordre i allà es feu amic de diversos erudits, entre ells alguns premostratencs de Castella. Va treballar a l'arxiu del seu propi monestir i d'altres de Catalunya, i va crear l'escola històrica de Bellpuig. Al llarg de la seva vida patí dels pulmons i, finalment, morí d'hemoptisi i, per por del contagi, hom en cremà tots els seus papers. Només se'n salvaren uns versos llatins i una Vida de san Norberto. És molt de doldre la desaparició de les seves Notes per a la història del real monestir de Nostra Senyora de Bellpuig de les Avellanes, en català, amb les quals s'inicià el grup de l'escola historiogràfica avellanenca amb Jaume Caresmar, Jaume Pasqual i Josep Martí. Finestres fou un arxiver i paleògraf eficaç, i posà els fonaments necessaris per al desenvolupament del mencionat grup d'erudits premonstratencs, que tingueren com a principal objectiu la recopilació i anàlisi crítica del patrimoni arxivístic i monumental de Catalunya. D'una sòlida formació humanística i clàssica, centrà el seu interès en els estudis filològics i històrics.